# Zduny (powiat łęczycki)
Zduny – wieś w Polsce, położona w województwie łódzkim, w powiecie łęczyckim, w gminie Łęczyca.
| SIMC    | Nazwa         | Rodzaj    |
| ------- | ------------- | --------- |
| 0570602 | Zduny-Kolonia | część wsi |
| 0570619 | Zduny-Parcele | część wsi |

W latach 1975–1998 miejscowość należała administracyjnie do województwa płockiego.
Przez miejscowość przebiega droga wojewódzka nr 703.